# Álex Vázquez
Álex Bacilio Vázquez Álvez, noto semplicemente come Álex Vázquez (Montevideo, 9 marzo 2002), è un calciatore uruguaiano, centrocampista del Racing Montevideo.

## Caratteristiche tecniche
È un centrocampista offensivo.

## Carriera
Cresciuto nel settore giovanile del Liverpool (M), ha esordito in prima squadra il 26 febbraio 2020 disputando l'incontro di Coppa Libertadores vinto 5-0 contro lo Llaneros de Guanare. L'8 marzo seguente ha debuttato anche nella prima divisione uruguaiana in occasione del match pareggiato 1-1 contro il Progreso.

## Palmarès

### Competizioni nazionali
- Supercopa Uruguaya: 2

Liverpool (M): 2020, 2024